# Listă de artiști emo
Aceasta este o listă de artiști emo notabili.

## Lista
| - The Academy Is... - Acceptance - Ace Troubleshooter - A Day to Remember - AFI - Alesana - Alexisonfire - The All-American Rejects - All Time Low - The Almost - American Football - Anberlin - And Then There Were None - ...And You Will Know Us by the Trail of Dead - The Anniversary - Amber Pacific - The Appleseed Cast - Armor for Sleep - As Cities Burn - At the Drive-In - Beefeater - Before Their Eyes - Beloved - Benton Falls - Braid - Brand New - Bring Me The Horizon - Boys Like Girls - Boys Night Out - Capital Lights - Cap'n Jazz - Chasing Victory - Christie Front Drive - City of Caterpillar - The Classic Crime - Coheed and Cambria - Cobra Starship - Coldplay - Cute Is What We Aim For - Dag Nasty - Dashboard Confessional - Dead Poetic - Dear Ephesus - Death Cab for Cutie - The Dismemberment Plan - Dizmas - Drive Like Jehu - Edison Glass - Eisley - Elliott - Emanuel - Embrace - Emery - Escape the Fate - Ever Stays Red - Every Avenue - Eyes Set to Kill | - Falling Up - Family Force 5 - Fall Out Boy - Fireflight - Fire Party - Flyleaf - The Fold - Forever Changed - Forever the Sickest Kids - The Fray - From Autumn to Ashes - Funeral for a Friend - Further Seems Forever - Garden Variety - The Get Up Kids - Gray Matter - Green Day - Gwen Stacy - Haste the Day - Hawk Nelson - Hawthorne Heights - He Is Legend - Hellogoodbye - Hey Mercedes - Hoover - House of Heroes - I Am Ghost - Ida - Indian Summer - Ivoryline - Jawbreaker - Jimmy Eat World - Joan of Arc - Juice Wrld - The Juliana Theory - Karate - Kids in the Way - Killswitch Engage - Kingface - Kiros - Kutless - Letter Kills - Life in Your Way - Lifetime - Lil Peep - Lostprophets - The Love Letter Refuge - Lunchmeat - Mae - Maroon 5 - Matchbook Romance - Mayday Parade - Metro Station - Krystal Meyers - Mineral - Moss Icon - The Movielife - My Chemical Romance | - Native Nod - New Found Glory - Noise Ratchet - Northstar - Nude - Number One Gun - Once Nothing - OneRepublic - Our Last Night - Owl City - Panic! at the Disco - Paramore - Pg. 99 - Philmont - Pierce the Veil - Pillar - Pop Unknown - The Promise Ring - Rainer Maria - The Red Jumpsuit Apparatus - Relient K - Rites of Spring - Roses Are Red - Rye Coalition - Saetia - Saosin - Saves the Day - Say Anything - Secret and Whisper - Senses Fail - Showbread - Sherwood - The Shyness Clinic - Silverstein - Simple Plan - Something Corporate - The Spill Canvas - Squirrel Bait - The Starting Line - Stavesacre - Story of the Year - Sunny Day Real Estate - Switchfoot - Taking Back Sunday - Ten Second Epic - Texas Is the Reason - This Beautiful Republic - This Providence - There for Tomorrow - Thrice - Tokio Hotel - Thursday - Twenty One Pilots - Underoath - The Used - The Van Pelt - Weezer - Watashi Wa - The Wedding - XXXTentacion - You and I - You, Me, and Everyone We Know |